# El año del conejo
 El año del conejo es una película de Argentina filmada en colores dirigida por Fernando Ayala sobre el guion de Oscar Viale que se estrenó el 13 de agosto de 1987 y que tuvo como actores principales a Federico Luppi, Luisina Brando, Juan Carlos Dual, Gerardo Romano, y Katja Alemann.

## Sinopsis
Mediando sus 50 años, un hombre se replantea su vida familiar y laboral.

## Reparto
- Luisina Brando como Norma
- Federico Luppi como Pepé Tinelli
- Gerardo Romano como Marcelo
- Ulises Dumont
- Juan Carlos Dual como Sergio
- Ludovica Squirru
- Katja Alemann como Karina
- Andrea Barbieri como Normita
- Raúl Rizzo
- Emilio Vidal
- Luis Alday
- Martín Andrade
- Olga Bruno
- Ana María Colombo
- Adrián Cuneo
- Manuel Cuneo
- Cristina Czetto
- Sandra Domínguez
- Héctor Ezcurra
- Daniel Galarza
- Maruja Pibernat
- Nilda Raggi
- Felisa Rocha
- Enrique Sabattini
- Carlos Santamaría
- Carlos Silva
- Alejandra Sirlin
- Jorge Varas
- Hebe Castro Zinny

## Comentarios
Claudio España en La Nación dijo:

«Nuevamente, Fernando Ayala elige la comedia farsesca y divertida para decir cosas profundas. Es este el género que mejor maneja en los últimos años.»

Fernando Ferreira en La Razón opinó:

«Ayala ha sido…injusto con su propia trayectoria y con una visión del mundo que aparece totalmente desdibujado. Los personajes son simples marionetas sin vida, caricatura que pasan sin dejar nada.»

Manrupe y Portela escriben:

«…o Plata dulce II, defenestrada por la crítica por sus arbitrariedades pero con algunas observaciones costumbristas interesantes. En el elenco dos actores del viejo cine argentino: Adrián Cúneo y Maruja Fibernat, padres del actor Gerardo Romano.»